# 신완근
신완근(1966년 2월 14일 ~)은 태평양 돌핀스에서 뛰었던 야구 선수다. 1988년 선발, 계투, 마무리를 가리지 않고 등판해 많은 이닝을 소화한 탓에 이후 부상으로 많은 경기에 등판하지 못하다가 1994년 시즌 뒤  은퇴했다. 현재 사회인 야구단에서 뛰고 있다.

## 기록
- 1988년: 37경기 139이닝 2승(1선발승) 9패 3S 4.01 5SP
- 1989년: 17경기 46.2이닝 2승(1선발승) 1패 3.66
- 1990년: 16경기 30.1이닝 1승(구원) 1패 5.93
- 1991년: 6경기 9.1이닝 5.79
- 1992년: 17경기 63.2이닝 3패 4.24
- 1993년: 19경기 52.2이닝 2패 4.44

## 출신 학교
- 전라중학교
- 전주고등학교
- 원광대학교

## 같이 보기
- 1988년 태평양 돌핀스 시즌